# Proskura
Proskura är ett släkte av insekter. Proskura ingår i familjen dvärgstritar.
Kladogram enligt Catalogue of Life:
| Proskura | \| \| Proskura depressa \| \| \| \| \| \| Proskura obscura \| \| \| \| |
|          | \| \| Proskura depressa \| \| \| \| \| \| Proskura obscura \| \| \| \| |
|          | Proskura depressa                                                      |
|          |                                                                        |
|          | Proskura obscura                                                       |
|          |                                                                        |